# اولیور ونو
اولیور ونو (استونیایی: Oliver Venno؛ زادهٔ ۲۳ مهٔ ۱۹۹۰) بازیکن والیبال اهل استونی است.
از باشگاه‌هایی که در آن بازی کرده‌است می‌توان به هوپو تیرول اینسبروک اشاره کرد.